# Estádio de Eryaman
O Estádio de Eryaman (em turco, Eryaman Stadyumu) é um moderno estádio de futebol recém-construído localizado na cidade de Ancara, capital federal da Turquia. Inaugurado oficialmente em 2019, possui capacidade para receber até 20 560 espectadores. Substituiu na cidade o antigo Estádio 19 de Maio de Ancara, que tinha capacidade para 19 209 espectadores e que foi totalmente demolido em 2018.
É atualmente a casa onde os dois principais clubes locais, o Ankaragücü e o Gençlerbirliği mandam seus jogos oficiais por competições nacionais e continentais.

## Histórico
Apesar de Ancara ser a capital da Turquia, seus estádios de futebol não possuíam capacidade superior à de outras praças esportivas construídas nas demais regiões do país. Quando teve início o ambicioso projeto de construção e remodelação dos estádios de futebol do país, levado a cabo pelo Ministério dos Esportes da Turquia com o intuito de tornar o país apto a receber grandes eventos esportivos de escala global, como a Copa do Mundo da FIFA e os Jogos Olímpicos de Verão, as autoridades locais prometeram construir 2 estádios na capital, sendo que o maior teria capacidade para 40,000 espectadores e seria construído na região central de Ancara e o menor teria capacidade para apenas 15,000 espectadores e seria construído em Eryaman, distrito suburbano da cidade.
A ideia de se construir o estádio menor em uma região mais afastada tinha como objetivo estimular o desenvolvimento da região suburbana de Ancara. A partir do início das obras em maio de 2016, observou-se um crescimento acelerado no bairro de Eryaman, localizado no distrito de Etimesgut, que passou a contar com uma nova linha de metrô recém-inaugurada. Diante deste novo cenário de expansão comercial e especulação imobiliária, o planejamento da obra foi revisto e decidiu-se expandir a capacidade original do estádio para 20,560 espectadores.

## Propriedade
O Eryaman Stadyumu é um caso raro de um estádio que não dispunha de um locatário específico em mente durante o estágio inicial do planejamento da obra. Em 2016, foi especulado que o Osmanlispor iria mandar seus jogos oficiais no novo estádio e já se discutia a possibilidade de estilizar tanto as arquibancadas quanto a fachada externa do estádio com as cores do clube (na época, o roxo e o branco). O referido clube era de propriedade do então prefeito de Ancara, Melih Gökçek, entretanto tal ideia não era apoiada pela maioria da população local torcedora dos tradicionais clubes da cidade, o Ankaragücü e o Gençlerbirliği. 
Com a saída de Melih Gökçek do poder, o Osmanlispor acabou declinando do plano de mudar-se para o novo estádio e os tradicionais Ankaragücü e o Gençlerbirliği passaram a pleitear a mudança para o novo estádio após a demolição do Estádio 19 de Maio de Ancara, local onde mandavam seus jogos oficiais. A requisição foi aceita pelo Ministério dos Esportes da Turquia e desde 2019 ambos os clubes se revezam na utilização da referida praça esportiva. 

## Infraestrutura
O estádio é revestido com materiais básicos, erguendo-se 22 metros acima da ala oeste. A área total construída é de mais de 37.700 m², incluindo o edifício principal com 4 níveis a oeste. Além disso, fazendo uso da topografia, os arquitetos da DB Architects cederam espaço para usos adicionais abaixo do saguão público na ala leste, onde o nível da rua é mais baixo.
O local do projeto cobre 6,4 hectares ao lado de uma das principais avenidas de Eryaman e da nova linha de metrô. Sua topografia é irregular, com terreno inclinado de oeste para leste. Os arquitetos decidiram aproveitá-la criando uma praça pública principal com estacionamento na ala oeste, que faz a transição para o saguão interno do estádio. Para quem entra pelas alas leste ou norte, o estádio é acessível por meio de enormes escadarias. Felizmente, a cerca de perímetro foi evitada e as catracas estão localizadas sob a fachada real.